# Колхидски фазан
Колхидският фазан (Phasianus colchicus) е птица от семейство Фазанови. Среща се и в България.

## Физически характеристики
Този подвид, има силно изразен полов диморфизъм, характерен за род фазани.
Мъжкият има тъмнозелена шия с виолетов блясък, без бял пръстен или бели перца. На главата си има добре изразени кичурчета от перца – уши. Около очите има гола кожа с червен цвят. Гушата и предната част на гърдите му са покрити с медночервени пера, с черен кант по края. Надкрилията са кафяви, а кръстът и надопашието – бакърено-червени, с пурпурен блясък. Когато надопашието на нашите фазани се наблюдава под определен ъгъл, върху него се наблюдава зеленикав оттенък. Дългата мечовидна опашка на колхидския фазан е охрено-кафява, с медночервени краища. На средните кормилни пера има черни напречни препаски, които в основата на перото са много тесни, а към върха са широки. На краката си фазанът има шипове – шпори, които при младите са къси, тъпи и меки, при двегодишните са по-дълги и остри, а при по-възрастните петли достигат на дължина около 2 cm и са много остри.
Женските са светлокафяви, с много кафяво-черни петна отгоре, по гушата и по предната част на гърдите.
Мъжките достигат на дължина до 1 m, но опашката заема около половината от тази дължина. Теглото им достига до 1300 gr. Женските тежат около 850 gr.

## Начин на живот и хранене
Храни се късно следобед и рано сутрин, през зимата – през целия ден. Храната е много разнообразна и зависи от сезона и наличието ѝ в природата. През есента и зимата основната му храна се състои от семена на културни и диви растения, луковици, зелени части на растения и др. През пролетта и лятото тя се обогатява с ягодови плодове и насекоми. През есента фазаните се хранят главно със семената на селскостопанските култури. През зимата се увеличава чувствително участието на семената на плевелите и тревите, а през пролетта – отново семената на селскостопанските култури, зелената храна и насекомите. През лятото животинската храна е най-силно застъпена. Въпреки че нанася щети на селското стопанство, като изронва гроздето и накълвава някои плодове и зеленчуци, фазанът е несравнимо по-полезен, унищожавайки много вредни насекоми.

## Размножаване
В диво състояние при малка гъстота колхидският фазан образува двойки, но е склонен и към полигамия. Мъжкият се задържа в гнездовия участък на женската, но след като тя започне да мъти, при възможност той привлича друга фазанка. Един петел може да оплоди от 3 до 10 кокошки. Сватбуването е през март-април. По това време оперението на мъжките е особено красиво. Сватбеният период продължава около 2 месеца и интензивността му зависи от характера на времето. Хладното и дъждовно време задържа сватбуването и може да стане причина за временното му преустановяване. Фазанката прави на земята много просто гнездо, което понякога не е добре скрито в растителността. Тя снася 10 – 14 яйца с масленозелен цвят и размери 43:35 mm. Има случаи, когато две или дори три женски снасят в едно гнездо. Женската мъти много упорито, но сутрин и вечер, напуска гнездото си за кратко време, за да се нахрани. Мътенето продължава 23 – 27 дни, като женската периодично преобръща яйцата, избутвайки крайните към средата на гнездото. По този начин яйцата се затоплят равномерно, а овлажняването идва от влагата в почвата и от намокрените гърди на фазанката от росата по време на храненето ѝ. Ако загуби гнездото си в началото на мътенето, фазанката гнезди повторно. Процентът на излюпване в природата е висок – над 90, но до есента оцеляват не повече от 60%.

## Допълнителни сведения
Неприятели са лисицата, дивата котка, скитащите кучета и котки, енотовидното куче, бялката, черният пор, язовецът, таралежът, по-едрите представители на дневните и на нощните грабливи птици и др. Сивата врана и свраката лесно откриват гнездата и унищожават яйцата. Фазаните страдат и от много болести, някои от които вземат епизоотичен характер.
Фазанът е един от най-популярните обекти на лов. Благодарение на лесното изкуствено развъждане, фазаните придобиват все по-голямо значение за ловното стопанство. Имат много вкусно месо, което се цени изключително в кулинарията.
Докъм 1990-те години в страната се е срещал дивият местен (ямболски) колхидски номинатен подвид на колхидския фазан (Phasianus colchicus colcicus) . По субфосилни останки колхидският фазан е установен от палеоорнитолога проф. Златозар Боев в десетки археологически находища, както в Северна, така и в Южна България. Това доказва неговото някогашно широко разпространение.